# Agglomération de Luxembourg

Carte des pôles urbains du Luxembourg avec :
Nordstad
Agglomération de Luxembourg (Agglolux)
Première couronne de l'agglomération précitée
Région Sud
Communes hors pôle urbain

L'agglomération de Luxembourg ou Agglo Lux est un des trois pôles urbains du Luxembourg.

## Définition
Le STATEC définit les pôles urbains en fonction de deux critères, sur la base des travaux du LISER menés en 2008 et 2009 : la morphologie urbaine, en termes de densité de population et de continuité du bâti et la fonctionnalité, autrement dit le nombre de pendulaires venant travailler dans cette agglomération.
L'agglomération de Luxembourg, la plus vaste et la plus peuplée du pays, est même découpée en deux zones, car son périmètre est différent entre les deux critères : l'agglomération morphologique en elle même est formée par Luxembourg-Ville et ses huit communes suburbaines, dont le bâti est dense et continu avec la capitale tandis que l'agglomération fonctionnelle, qui outre les communes précitées ajoute toutes les communes ayant un pourcentage de pendulaires travaillant dans l'agglomération supérieur à 40 %, appelées la « Première couronne ». Cet espace périurbain, à plus faible densité de bâti, de population et d'emploi, s'étend de façon discontinue depuis la capitale.

## Géographie
L'agglomération de Luxembourg couvre la majeure partie du Gutland et du centre-sud du Grand-Duché et touche dans sa partie méridionale la région Sud (Esch/Alzette, Belval, Dudelange, Differdange, etc.) avec laquelle elle est presque contigüe.
Agglomération monocentrique, elle ne compte qu'une seule « grande ville » ou ville-centre, Luxembourg.

## Population du pôle urbain

### Population de l'agglomération
La population de l'agglomération dépasse en 2025 les 200 000 habitants et représente près d'un tiers de la population totale du pays.
| Commune                   | Canton     | Superficie | Population | Densité (en hab./km²) |
| ------------------------- | ---------- | ---------- | ---------- | --------------------- |
| Bertrange                 | Luxembourg | +0017,39   | +009 097,  | 523,1                 |
| Hesperange                | Luxembourg | +0027,22   | +017 146,  | 629,9                 |
| Lorentzweiler             | Mersch     | +0017,45   | +004 691,  | 268,8                 |
| Luxembourg (grande ville) | Luxembourg | +0051,46   | +136 161,  | 2 646                 |
| Niederanven               | Luxembourg | +0041,36   | +006 990,  | 169                   |
| Sandweiler                | Luxembourg | +0007,73   | +003 874,  | 501,2                 |
| Steinsel                  | Luxembourg | +0021,81   | +006 018,  | 275,9                 |
| Strassen                  | Luxembourg | +0010,71   | +010 637,  | 993,2                 |
| Walferdange               | Luxembourg | +0007,06   | +008 937,  | 1 265,9               |
| Total                     | Total      | +0202,19   | +203 551,  | 1 006,73              |

### Population de la «première couronne»
| Commune           | Canton           | Superficie | Population | Densité (en hab./km²) |
| ----------------- | ---------------- | ---------- | ---------- | --------------------- |
| Bech              | Echternach       | +0023,31   | +001 379,  | 59,2                  |
| Bettembourg       | Esch-sur-Alzette | +0021,49   | +011 628,  | 541,1                 |
| Betzdorf          | Grevenmacher     | +0026,08   | +004 071,  | 156,1                 |
| Biwer             | Grevenmacher     | +0023,08   | +001 911,  | 82,8                  |
| Bous-Waldbredimus | Remich           | +0010,17   | +002 009,  | 197,5                 |
| Contern           | Luxembourg       | +0020,55   | +004 716,  | 229,5                 |
| Dalheim           | Remich           | +0018,98   | +002 388,  | 125,8                 |
| Dippach           | Capellen         | +0017,42   | +004 667,  | 267,9                 |
| Flaxweiler        | Grevenmacher     | +0030,17   | +002 281,  | 75,6                  |
| Frisange          | Esch-sur-Alzette | +0018,43   | +005 078,  | 275,5                 |
| Garnich           | Capellen         | +0020,95   | +002 311,  | 110,3                 |
| Habscht           | Capellen         | +0032,51   | +005 260,  | 161,8                 |
| Heffingen         | Mersch           | +0013,34   | +001 560,  | 116,9                 |
| Helperknapp       | Mersch           | +0037,61   | +005 289,  | 140,6                 |
| Junglinster       | Grevenmacher     | +0055,38   | +009 031,  | 163,1                 |
| Käerjeng          | Capellen         | +0033,67   | +011 589,  | 344,2                 |
| Kehlen            | Capellen         | +0028,18   | +007 148,  | 253,7                 |
| Koerich           | Capellen         | +0018,88   | +002 783,  | 147,4                 |
| Kopstal           | Capellen         | +0007,9    | +004 626,  | 585,6                 |
| Lenningen         | Remich           | +0020,35   | +002 145,  | 105,4                 |
| Leudelange        | Esch-sur-Alzette | +0013,57   | +002 788,  | 205,5                 |
| Mamer             | Capellen         | +0027,54   | +011 368,  | 412,8                 |
| Mondercange       | Esch-sur-Alzette | +0021,4    | +007 292,  | 340,7                 |
| Mondorf-les-Bains | Remich           | +0013,66   | +005 432,  | 397,7                 |
| Reckange-sur-Mess | Esch-sur-Alzette | +0020,42   | +002 855,  | 139,8                 |
| Roeser            | Esch-sur-Alzette | +0023,8    | +007 054,  | 296,4                 |
| Schuttrange       | Luxembourg       | +0016,1    | +004 466,  | 277,4                 |
| Stadtbredimus     | Remich           | +0010,17   | +002 009,  | 197,5                 |
| Steinfort         | Capellen         | +0012,16   | +006 081,  | 500,1                 |
| Weiler-la-Tour    | Luxembourg       | +0017,07   | +002 519,  | 147,6                 |

## Coopération intercommunale
En 2020, le « Forum régional centre » (ou en luxembourgeois : Regionalforum Zentrum, abrégé en RFZ) voit le jour en remplacement des anciennes conventions « DICI », « Uelzechtdall » et « Air Regioun » expirées entre 2013 et 2018, pérennisée en 2022 et regroupe la capitale et 10 communes limitrophes de l'agglomération luxembourgeoise, avec un territoire un peu différent de celui défini par le STATEC : Bertrange, Hesperange, Leudelange, Luxembourg, Mamer, Niederanven, Sandweiler, Schuttrange, Steinsel, Strassen et Walferdange.
La structure a pour but de mettre en œuvre une politique de développement coordonnée de l'« Agglo-Centre » et de structurer l'agglomération, notamment en matière de transports.